# Massacre de Fort Parker
Guerres indiennes
Le massacre de Fort Parker est un événement qui eut lieu le 19 mai 1836 près de la ville actuelle de Groesbeck au Texas et au cours duquel des membres de la famille Parker furent tués par un groupe d'Amérindiens tandis que d'autres furent emmenés en captivité. Parmi eux figure Cynthia Ann Parker, alors âgée de 9 ans, qui passa une grande partie du reste de sa vie parmi les Comanches, épousa le chef Peta Nocona (en) et donna naissance à Quanah Parker, dernier grand chef des Comanches.
Le grand-père de Cynthia Ann Parker, John Parker aîné, le patriarche de la famille Parker avait de l'expérience dans la négociation avec les Amérindiens. En négociant un traité de paix avec les Amérindiens (non-comanches), il a supposé qu'un rempart éventuel pourrait être créé pour protéger le reste du Texas, et que les Amérindiens locaux seraient des alliés utiles contre les Comanches. Ceci fut une erreur fatale car la souveraineté amérindienne ne reconnut pas le traité signé pourtant par des nations amérindiennes, aucun Amérindien soumis n'aurait osé aider un blanc, même de la famille Parker, de sa famille étendue ou d'une famille proche. 
Le 19 mai 1836, un nombre variant de cent à six cents guerriers Amérindiens, composé de Comanches, Kiowas et Kitsais attaquent le fort de John Parker. Les femmes et les enfants réussirent à s’échapper, seuls restèrent dans le fort les hommes en mesure de se battre. Les Amérindiens réussirent quand même a pénétrer dans le fort. Ils prirent Jonh Parker, sa petite-fille Cynthia Ann Parker et quelques autres survivants. Cynthia assistera au viol des femmes et au meurtre des hommes.
Dans cette attaque, cinq hommes seront tués, quelques-uns laissés pour morts, deux femmes et deux enfants capturés et le reste des rescapés réussit à partir dans la forêt.